# Спокойная ночь
«Споко́йная ночь» — рок-баллада рок-группы «Кино». Бо́льшая часть музыки и текст песни написаны Виктором Цоем, а гитарное соло было придумано Юрием Каспаряном. Песня была полностью отрепетирована и представлена на IV фестивале Ленинградского рок-клуба в 1986 году, однако впервые была выпущена в альбоме «Группа крови» в 1988 году. Позже песня выходила на диске «Акустический концерт 2» и в сборниках «Последний герой» (1989) и «История этого мира» (2000).
Песня известна также и в исполнении рок-группы «Алиса».

## В записи участвовали
- Виктор Цой — вокал, ритм-гитара
- Юрий Каспарян — соло-гитара
- Игорь Тихомиров — бас-гитара
- Георгий Гурьянов — ударные
- Андрей Сигле — клавишные

## История создания
Звукорежиссёр Алексей Вишня рассказал, что первый вариант «Спокойной ночи» записывался вместе с песнями, которые попали в альбом «Любовь — это не шутка». В припеве композиции звучат слова: «А тем, кто ложится спать, спокойного сна», и, по словам Алексея Вишни, в момент записи в квартире ниже умер пожилой инвалид, и к музыкантам пришли его родственники, попросив соблюдать тишину в течение девяти дней. Этот случай описывает первая строчка третьего куплета композиции (Соседи приходят — им слышится стук копыт. Мешает уснуть — тревожит их сон…).

## Исполнение песни группой «Алиса»
Константин Кинчев был другом Виктора Цоя и всегда говорил, что любит его творчество. В одном из интервью он назвал песни группы «Кино» классикой. Некоторые из них «Алиса» исполняла на своих концертах: «Песню без слов», «Транквилизатор» и «Спокойную ночь».
Константин Кинчев негативно относится к проекту «Кинопробы», и по этой причине он не включил туда «Спокойную ночь» в исполнении «Алисы». Он добавил, что главная задача при исполнении чужой песни — не навредить и не испортить всего того, что сделал автор, попытаться прочувствовать, что чувствовал он:

«Петь чужие песни — очень большая ответственность. Мне кажется, что песню „Спокойная ночь“ я чувствую, как свою, поэтому дерзнул её петь».

В другой трибьют «Спасём Мир. Tribute To Tsoy 2014», однако, песня «Спокойная ночь» в исполнении группы «Алиса» всё-таки вошла.
В альбоме «Алиса на Шаболовке» перед исполнением «Спокойной ночи» Константин Кинчев говорит: «Пока мы живы, мы будем петь эту песню всегда, потому что она нам очень близка и дорога». На концертах он завершает песню словами: «Спасибо вам, спасибо Цою».

## Релизы

### «Кино»
19 января 1988 года песня вышла в фильме «Рок», премьера состоялась в Доме кино.
Впервые аудиоверсия песни вышла в 1988 году в альбоме «Группа крови» (длительность — 6:08).
После этого в 1989 году она была издана в более хорошем качестве на сборнике «Последний герой» (длительность — 6:24).
В 1996 году Moroz Records выпустил диск «Акустический концерт», в который вошла запись квартирного концерта в Москве в 1987 году. Здесь можно услышать акустический вариант песни (длительность — 4:08). При переиздании альбома «Ночь» в 1996 году был добавлен бонусом вариант песни 1986 года, состоящий из двух куплетов (длительность — 2:46). В 2020 году был опубликован полный вариант записи 1986 года (длительность — 4:31).

### «Алиса»
В 1995 году «Спокойная ночь» вышла в концертном альбоме «Алиса на Шаболовке».
В 1998 году песня была издана в концертном альбоме «Пляс Сибири на берегах Невы».
В 2005 году композиция вышла в трёхдисковом концертном издании концертного альбома «Мы вместе XX лет».
В 2007 году «Спокойная ночь» была издана в концертном альбоме «Звезда по имени Рок».
В 2014 году песня была издана в трибьюте группе „Кино“ «Спасём Мир. Tribute To Tsoy 2014».

### Рикошет
«Спокойная ночь» вошла в альбом Рикошета «Печаль». Весь альбом состоит из ремиксов песен «Кино», и «Спокойная ночь» стала второй в списке композиций.
В 1989 году группа «Кино» записала альбом «Последний герой» во Франции. На студии Du Val d’Orge остались несведённые плёнки с записями некоторых песен, и в 1999 году Марианна Цой выкупила эти уникальные плёнки, а Рикошет сделал альбом ремиксов.

### Посвящения
- Для трибьюта «КИНОпробы. Рэп-трибьют» (2010) свои версии песни записали группа «Пилигрим» feat. RusKey и «ЦеРН».
- На концерте «20 лет без Кино» (2010) песню исполнила группа «Ю-Питер» (при участии Вячеслава Бутусова и Юрия Каспаряна).
- Для трибьюта «Мы вышли из Кино» (2017) свои версии песни записали Антоха MC и Антон Севидов.
- Инструментальная симфоническая версия песни вошла в альбом «СимфониК» (2018) проекта Симфоническое Кино. Гитарист проекта — Юрий Каспарян.
- В 2020 году в рамках проекта LAB её исполнили Лев Лещенко при участии музыкантов Therr Maitz[6], а также украинский рэп-исполнитель Andro.

## Критика
Автор книги «По следам пророка света. Расшифровка песен Виктора Цоя» Зуфар Кадиков пишет: «Тем, кто не верит ни в Бога, ни в чёрта, текст песни скорее всего покажется классической нескладухой или скопищем заумных заморочек... Но в этой песне тембр голоса и манера исполнения настолько рельефны, что мало кого она не затронет и не заставит задуматься».

## Саундтрек
- 2001 — «Сёстры» режиссёра Сергея Бодрова.
- 2014 — «Дурак» режиссёра Юрия Быкова.